# Jaume Casases
Jaume Casases (1932-1999), fue un pintor español nacido en Barcelona en octubre de 1932.

## Biografía
Jaume Casases realiza sus estudios en la Escuela Llotja con profesores como J. Oriol Baqué y Puigdengoles, donde participa simultáneamente en diversos certámenes, obteniendo varios premios.
En el año 1958 realiza su primera exposición en la “Sala Velasco”.
En el 1961 se traslada a Estados Unidos y vive en Nueva York durante dos años, donde amplía sus conocimientos artísticos y realiza numerosas exposiciones. Más tarde, se traslada a San Francisco y durante tres años hace numerosas restauraciones y participa en exposiciones individuales y colectivas. Vuelve a Barcelona en el año 1966 y a partir de entonces continúa haciendo exposiciones individuales en la Sala Maricel de Sitges y en la Sala Porter Libres de Barcelona, entre otras, alternando con trabajos de restauración en Florencia.
En 1976 realiza para el "Teatre Grec" la decoración de las vallas publicitarias. En el año 1979 presenta su obra en la Sala de arte “Roger” en Barcelona y continúa su trayectoria artística realizando exposiciones individuales y colectivas. En 1997 participa en su última exposición colaborando en la colectiva organizada por la sala de arte “Carme Grifoll de Begur”.

## Sus obras

Ángel Marsà en mayo de 1960 publicó un artículo en El Noticiero Universal en el que describía el trabajo de Jaume de la siguiente manera:

Pinceladas amplias, generosas, de potente impostación, escalas cromáticas con predominio de tonos calientes, ocres, sienas, tierras bronceadas y doradas, un rojizo, los blancos ligeramente agrisados, apagando su brillo para amortizarlos con el resto, todo esto lleva a una representación de la realidad objetiva, en la imposibilidad de reproducirla, cosa totalmente inverosímil, irrisoria. Aquí tenéis explicados, el estilo, la manera, el acento personal, el toque preciso y diestro, de los paisajes que presenta Jaume Casases.

## Ver sus obras
https://archive.today/20140513151004/https://casases-jaume.blogspot.com/b/post-preview?token=vXbS90UBAAA.pn8dOyLN0jeEve2xdaqdZQ.wgMIvQIVM55k0BlSDev4WA&postId=5653749587035991543&type=POST

https://www.flickr.com/photos/124544975@N05/